# Шкода Румстър
„Шкода Румстър“ (Škoda Roomster) е автомобил – малък ван, производство на чешката автомобилостроителна компания „Шкода Ауто“, произвеждан от 2006 до 2015 година.
Моделът се базира на прототип, показан на автоизложението във Франкфурт през 2003 г. Шкода Румстър е представен през март 2006 г. на изложението в Женева, а продажбите започват през юни същата година.
Автомобилът се предлага в базовата версия „Румстър“, както и в нива на оборудване „Стайл“, „Спорт“ и „Комфорт“. Предлагат се три вида бензинови и три дизелови двигатели:
- 1.2 HTP 12V / 51kW / 64 к.с.
- 1.4 16V MPI / 63 kW / 86 к.с.
- 1.6 16V MPI / 77 kW / 105 к.с.
- 1.4 TDI PD / 59 kW / 70/80 к.с.
- 1.9 TDI PD / 77 kW / 105 к.с.